# 捷克羅姆人
羅姆人，是捷克的少數民族，根據2011年的人口普查中，全國有13150個羅姆人，然而在相同的人口普查，40370個居民以羅姆語作為他們的語言。
然而捷克人和羅姆人之間關係，是捷克各族中最差的。

## 起源
羅姆人來自印度北部，可能來自印度西北的拉賈斯坦邦和旁遮普邦。

## 在二次大戰期間
在第二次世界大戰期間，羅姆人和猶太人也是納粹德國殺害的對象。90％的原生捷克羅姆人死亡，現在捷克的羅姆人多是來自斯洛伐克或匈牙利的戰後移民或後裔。

## 共黨時期
在共黨時期政府嘗試改變他們的游蕩習慣但顯然不成功，但他們多數已改住在政府建築的房屋。 1989年後，一些羅姆婦女開始指責政府對他們“強制絕育”。

## 近年
根據最近的民意調查顯示，68％的捷克人對羅姆人反感，82％的捷克人拒絕任何形式對羅姆人權利的特殊照顧。據2010年的調查捷克83％的人認為羅姆人離群和45％捷克人想驅逐他們離開捷克共和國。部分原因是他們的高犯罪率和重犯率，特別是入室爆竊案。

## 移民
許多捷克羅姆人聲稱捷克獨立後因右翼活動激增使他們感到不安全，因此大量移民愛爾蘭，英國，挪威和瑞典。但大多數羅姆人幾年後返回，他們到英國的移民率突然下降，部分原因是對難民的財政支持在2000年夏季開始在食品票形式支付，一年後，英國海關官員開始檢查從布拉格機場飛行到英國的旅客，經常拒絕羅姆人入境。由於未經證實庇護的請求持續波動，加拿大在1997年10月設立了捷克公民簽證制度。